# Gianni Cuperlo
Giovanni dit Gianni Cuperlo /'kuperlo/ (né le 3 septembre 1961 à Trieste) est un homme politique italienne, membre du Parti démocrate.

## Biographie
Il est élu député en avril 2006 puis réélu en 2008 et en 2013. Il est président du Parti démocrate du 15 décembre 2013 au 21 juin 2014. Il est de nouveau élu député le 25 septembre 2022.